# Nemef

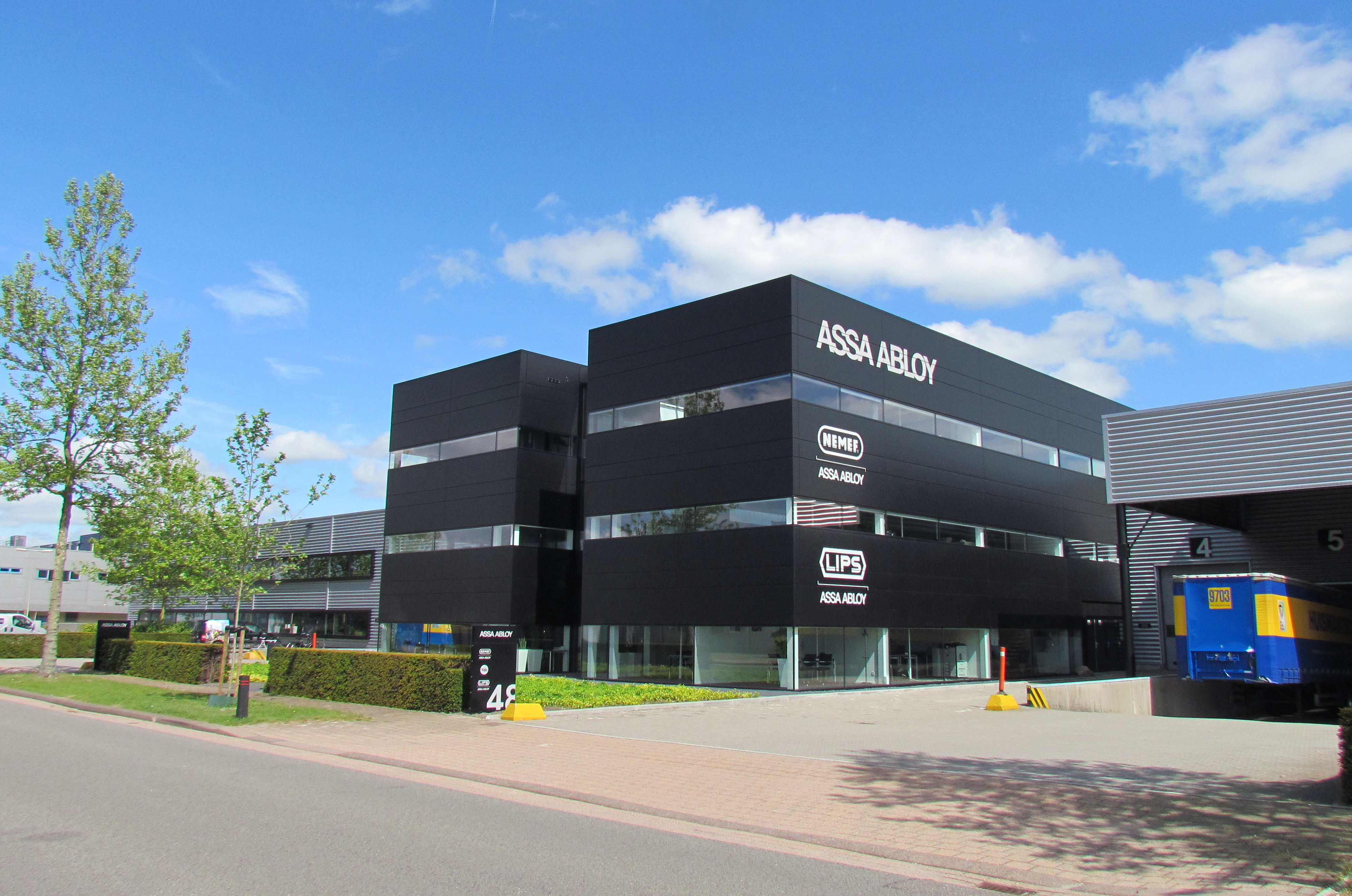
Hoofdvestiging van ASSA ABLOY/Nemef te Apeldoorn (2015)

NEMEF is een Nederlands bedrijf dat hang- en sluitwerk ontwikkelt en verkoopt. Het bedrijf is gevestigd in Raamsdonksveer.

## Geschiedenis
Nemef (acroniem voor NEderlandsche MEubelsloten Fabriek) werd in 1921 als naamloze vennootschap opgericht door W. Knapp. Nemef leverde destijds meubelsloten aan de vele meubelmakers rond Apeldoorn. Vanaf 1924 begon Knapp met het fabriceren van huisdeursloten. Hiermee werd de kiem gelegd voor de expansie, die vooral na de Tweede Wereldoorlog zou plaatsvinden. Tijdens de wederopbouw was er veel vraag naar insteeksloten voor binnen- en achterdeuren. Vanaf de jaren zeventig werden ook de voordeuren van insteeksloten voorzien, waardoor de vraag naar deze sloten nog verder toenam. De laatste jaren werd het assortiment uitgebreid met onder andere cilindersloten, veiligheidsbeslag, deurkrukken en meerpuntssluitingen.

## Overnames
Nemef fuseerde in 1960 met NOXON en ging verder onder de naam van VSB (Verenigde Sloten- en Bouwbeslagfabrieken). Dit bedrijf werd in 1968 weer overgenomen door het Amerikaanse bedrijf Emhart, dat ook het Italiaanse Corbin en het Duitse Dom bezat, twee Europese slotenproducenten. Emhart werd in 1989 voor 4 miljard dollar gekocht door het Amerikaanse bedrijf Black & Decker. 
De Zweedse Assa Abloy Groep kocht in januari 2004 Corbin, Dom en Nemef over van Black & Decker voor 66 miljoen euro. Assa Abloy bezit naast deze bedrijven ook de Franse slotenproducenten Fichet, Laperche en Vachette, Yale en Chubb in het Verenigd Koninkrijk, en IKON en Effeff in Duitsland. Ook de andere Nederlandse slotenfabriek Lips kwam in handen van Assa Abloy.

## Verplaatsing productie
In december 2007 maakte moederbedrijf ASSA ABLOY het voornemen bekend de productie van Nemef grotendeels te verplaatsen naar zusterbedrijven in Slowakije en China, landen met een lager loonpeil. In juli 2008 ging de ondernemingsraad daar met tegenzin mee akkoord omdat het onvermijdelijk zou zijn. Na twee stakingen later dat jaar werd tussen de vakbonden en de directie een principe-akkoord bereikt over het sociaal plan, waarmee verdere acties van de baan waren.
Nemef veranderde na deze ontwikkelingen van productieorganisatie naar sales-, ontwikkelings-, assemblage- en distributieorganisatie. In juni 2009 vond een eerste ontslagronde plaats waarbij ongeveer 35 medewerkers boventallig werden verklaard. Na een verdere inkrimping verhuisde Nemef in mei 2013 van Wenum-Wiesel naar Bedrijvenpark Apeldoorn-Noord.
In 2017 stootte ASSA ABLOY de locatie Apeldoorn af en verhuisde de werkzaamheden van de vestiging naar Raamsdonksveer, waar ASSA ABLOY Nederland B.V. al gevestigd was.